# Gens Popillia
Die gens Popillia (auch Popillii, deutsch Popillier) waren ein plebejisches Geschlecht (gens), das vom 4. Jahrhundert v. Chr. bis zum Ausgang der Römischen Republik mehrfach Konsuln stellte.
Der Name der Popillii (oder auch Popilii) stammt wohl aus dem Oskischen. In der Mitte des 4. Jahrhunderts v. Chr. gelang es einem Mitglied dieser gens, Marcus Popillius Laenas, bis zum Konsulat zu gelangen, das er in der Folge fünfmal bekleiden konnte. Dieser Stammvater aller späteren Popillier soll bereits das Cognomen Laenas getragen haben. Laut Cicero kam es, während Laenas gerade opferte, zu einem Aufstand der Plebs; noch in den wollenen Mantel eines flamen Carmentalis, die so genannte laena, gehüllt, erschien er vor dem Volk und konnte durch eine Rede die Gemüter beruhigen. Dadurch erhielt er diesen Beinamen.
Trotz dieser herausragenden Persönlichkeit dauerte es bis in das frühe 2. Jahrhundert v. Chr., bis wieder Popillier den Konsulat erreichen konnten. Mit dem Ende der Republik verschwanden auch die Popillii aus der Geschichte.

## Konsuln aus dergens Popillia
- Marcus Popillius Laenas (Konsul 359 v. Chr.), Konsul 359, 356, 354, 350 und 348 v. Chr.
- Marcus Popillius Laenas (Konsul 316 v. Chr.), Konsul 316 v. Chr.
- Marcus Popillius Laenas (Konsul 173 v. Chr.), Konsul 173 v. Chr., Zensor 159 v. Chr.
- Gaius Popillius Laenas, Konsul 172 und 158 v. Chr.
- Gaius Popilius Carus Pedo, römischer Konsul 147
- Marcus Popillius Laenas (Konsul 139 v. Chr.), Konsul 139 v. Chr.
- Publius Popillius Laenas, Konsul 132 v. Chr.

sowie
- Titus Popilius Albinus, römischer Offizier (Kaiserzeit)